# 그라스호퍼 클럽 취리히
그라스호퍼 클럽 취리히(Grasshopper Club Zürich, 약칭 GC, GCZ)는 흔히 그라스호퍼(Grasshopper)라는 이름으로 알려져 있는 스위스 취리히의 축구 클럽이다.
1886년 9월 1일 잉글랜드인 학생 톰 E. 그리피스(Tom E. Griffith)에 의해 창단 되었고 취리히를 연고로 하는 축구클럽 FC 취리히와 라이벌 관계에 있으며 스위스 슈퍼리그 우승 27회, 스위스 컵 우승 18회, 스위스 리그 컵 우승 2회, 스위스 슈퍼컵 우승 1회의 기록을 갖고 있다.

## 우승 경력
- 스위스 슈퍼 리그: 27회
  - 1898년, 1900년, 1901년, 1905년, 1921년, 1927년, 1928년, 1931년, 1937년, 1939년, 1942년, 1943년, 1945년, 1952년, 1956년, 1971년, 1978년, 1982년, 1983년, 1984년, 1990년, 1991년, 1995년, 1996년, 1998년, 2001년, 2003년
- 스위스컵: 19회
  - 1926년, 1927년, 1932년, 1934년, 1937년, 1938년, 1940년, 1941년, 1942년, 1943년, 1946년, 1952년, 1956년, 1983년, 1988년, 1989년, 1990년, 1994년, 2013년
- 스위스 리그컵: 2회
  - 1973년, 1975년
- 스위스 슈퍼컵: 1회
  - 1989년

## 선수단

### 현재 선수 명단
18 November 2023  기준
참고: FIFA 자격 규정에 따라 소속된 국가대표팀 국기를 표시합니다. 선수는 복수의 FIFA 비회원국 국적을 가지고 있을 수 있습니다.
| 번호 | 포지션 | 국적 | 이름                                         |
| ---- | ------ | ---- | -------------------------------------------- |
| 1    | GK     |      | 안드레 모레이라                              |
| 3    | DF     |      | 에르미르 레냐니                              |
| 6    | MF     |      | 아미르 아브라시                              |
| 7    | MF     |      | 누노 다 실바                                 |
| 9    | FW     |      | 슈켈침 뎀하사이                              |
| 10   | MF     |      | 페타르 푸시치                                |
| 11   | FW     |      | 레오 보나티니 (울버햄프턴 원더러스에서 임대) |
| 17   | FW     |      | 마마두 칼리 센 (FC 바젤에서 임대)            |
| 22   | MF     |      | 조토 모란디                                  |
| 23   | MF     |      | 니콜라 기오르기에프                          |
| 25   | DF     |      | 엘리제우 카사마                              |

| 번호 | 포지션 | 국적 | 이름                                         |
| ---- | ------ | ---- | -------------------------------------------- |
| 27   | GK     |      | 마테오 마티치                                |
| 28   | MF     |      | 크리스티안 헤르츠                            |
| 31   | DF     |      | 도미닉 슈미트                                |
| 33   | DF     |      | 게오르크 마르그라이터                        |
| 34   | DF     |      | 알란 아리고니                                |
| —    | DF     |      | 노아 로슬리                                  |
| 51   | DF     |      | 플로리안 호자                                |
| 59   | FW     |      | 프랜시스 모모                                |
| 77   | DF     |      | 볼러 벤데구즈 (울버햄프턴 원더러스에서 임대) |
| 93   | GK     |      | 레비 은툼바                                  |
| —    | DF     |      | 세코 아유무                                  |

- 다니옐 수보티치(2019 ~ )

### 임대
참고: FIFA 자격 규정에 따라 소속된 국가대표팀 국기를 표시합니다. 선수는 복수의 FIFA 비회원국 국적을 가지고 있을 수 있습니다.
| 번호 | 포지션 | 국적 | 이름          |
| ---- | ------ | ---- | ------------- |
| —    | MF     |      | Imran Bunjaku |
| —    | MF     |      | Fabio Fehr    |
| —    | MF     |      | Robin Kalem   |

## 역대 감독
| 감독                  | 임기      |
| --------------------- | --------- |
| 카를 라판             | 1935~1948 |
| 빌헬름 하네만         | 1955~1958 |
| 프레디 비켈           | 1958~1960 |
| 프레디 비켈           | 1963~1964 |
| 티모 코니츠카         | 1980~1982 |
| 헤네스 바이스바일러   | 1982~1983 |
| 오트마어 히츠펠트     | 1988~1991 |
| 미로슬라브 블라제비치 | 1983~1985 |
| 티모 코니츠카         | 1985~1986 |
| 레오 베인하커르       | 1992~1993 |
| 크리스티안 그로스     | 1993~1997 |
| 로이 호지슨           | 1999~2000 |
| 마르셀 콜러           | 2002~2003 |
| 크라시미르 발라코프   | 2006~2007 |
| 치리아코 스포르차     | 2009~2012 |
| 미하엘 스키베         | 2013~2015 |
| 무라트 야킨           | 2017~2018 |
| 토르스텐 핑크         | 2018~2019 |
| 토마스 오랄           | 2024~     |